# Дьюцазны
Дьюцазны (арм. Դյուցազունք, букв. «боги, богородные, богатыри, исполины») или дики (арм. Դիք) — патриархи-прародители армян в системе древнеармянской мифологии, которые почитались как величайшие и могущественнейщие из богов. Дьюцазнами считаются Айк, Арам, Ара Гехецик, Торк Ангех.

## Арам
Одним из дьюцазнов был Арам из пятого поколения Айкидов, с именем которого историческая традиция связывается названия народа «армяне» и название страны «Армения». Защищая границы армянских земель на востоке, Арам вступает в борьбу с мидийцами под предводительством Нюкара Мадеса; на юге страны он со своей ратью героически отражает нашествие ассирийских войск под предводительством исполина Баршама, затем движется на запад страны и в Гамирке (Каппадокии) побеждает Титанида Пайаписа Кахеа. После этих «доблестных подвигов в сражениях», благодаря которым Арам «раздвинул пределы Армении во все стороны», как пишет Мовсес Хоренаци, «все народы называют нашу страну по его имени, например, греки — Армен, персы и сирийцы — Арменикк».
В сказаниях об Араме отражаются те далёкие времена, когда происходили исторические события, в значительной степени повлиявшие на этническое формирование армян и их расселение по определённому географическому ареалу. Он, подобно Айку Наапету, выступает как патриарх-первопредок, основоположник могущественной страны, названной соседними народами по его имени. Арам — эпический герой, борющийся за независимость родного государства, солнечный бог-покровитель, и ему посвящён третий день месяца в древнеармянском календаре.

## Ара Гехецик
Героическими подвигами и преданностью родине отличается также сын Арама — Ара Гехецик. Эпические сказания повествуют о том, как армянский царь Ара отвергает любовь ассирийской царицы Шамирам, что служит поводом для начала войны между Ассирией и Арменией. Ара погибает в бою, и Шамирам, надеясь оживить его чарами колдовства, распускает молву, что собаколикие существа аралезы, воскрешающие павших в битве героев, «облизали раны Ара и оживили его». В мифологии Ара стал умирающим и воскресающим богом весны, возрождения природы после зимней спячки, богом растительности и земледелия, плодородия и плодовитости, изобилия и вечного обновления жизни. Он персонифицировал ежедневный восход и заход солнца. Ему, как богу весенних полевых работ, был посвящён первый месяц календаря Арег. Его именем, по преданию, названы горы Араилер (арм. Արա լեռ букв. «Араева гора») и Арагац (арм. Արա գած букв. «Араев трон»).